# Sipanea glomerata
Sipanea glomerata är en måreväxtart som beskrevs av Carl Sigismund Kunth. Sipanea glomerata ingår i släktet Sipanea och familjen måreväxter. Inga underarter finns listade i Catalogue of Life.